# Konflikt des 7. Juni 1998
Der Konflikt des 7. Juni 1998 war ein Bürgerkrieg in Guinea-Bissau, der durch einen Putschversuch von Generalstabschef Ansumané Mané gegen den Präsidenten João Bernardo Vieira ausgelöst wurde. In dem daraus resultierenden Bürgerkrieg waren auch Truppen aus den beiden Nachbarländern Senegal und Guinea involviert. Die Auseinandersetzungen verliefen in mehreren Phasen, zwischen denen es zu mehreren Waffenstillstandsabkommen und Zeiten relativer Ruhe kam. Der Bürgerkrieg endete mit dem Sturz von Präsident Vieira am 8. Mai 1999.

## Hintergrund
Der Ausbruch des Bürgerkrieges in Guinea-Bissau ist in direkten Zusammenhang mit dem seit langem andauernden Konflikt in der Casamance im Süden des Senegals zu sehen. Das Verhältnis Guinea-Bissaus zum Senegal war schon seit der Unabhängigkeit konfliktgeladen. Von guinea-bissauischer Seite stand der Vorwurf im Raum vom Nachbarland Senegal zu wenig Unterstützung während des lang andauernderden Unabhängigkeitskampfes erhalten zu haben, während der Senegal Guinea-Bissau vorwarf die Rebellen der Mouvement des forces démocratiques de la Casamance (MFDC) zu unterstützen. Die Rebellen der MFDC hatten in Guinea-Bissau traditionell ihre Rückzugsgebiete. Aufgrund ethnischer und politischer Beziehungen, die teilweise auf der gegenseitigen Unterstützung im guineischen Unabhängigkeitskrieg beruhen, wurden die Rebellen der MFDC von einigen guineischen Gruppen, unter anderem durch einen regen Waffenhandel, unterstützt. Mehr als 10.000 senegalesische Flüchtlinge fanden Zuflucht im Norden Guinea-Bissaus. Ab Ende Dezember 1997 stationierte Guinea-Bissau über 3000 Soldaten an der Grenze zum Senegal, wo die Rebellen der MFDC über Rückzugsgebiete verfügten.
Die tieferen Ursachen müssen allerdings in innenpolitischen Streitigkeiten, die ihrerseits noch aus Zeiten des Unabhängigkeitskampfes bzw. der ersten Phase nach der Unabhängigkeit stammen, gesehen werden. Seit der Unabhängigkeit 1973 war die Partido Africano da Independência da Guiné e Cabo Verde (PAIGC) an der Macht; Präsident Vieira regierte das Land seit einem Putsch 1980 zunehmend autoritär. Daran änderte sich auch durch die Einführung eines Mehrparteiensystems Anfang der 1990er Jahre und den ersten demokratischen Wahlen 1994 nichts. Präsident Vieira hatte seine Position so gefestigt, dass er auch hinter einer demokratisch-liberalen Fassade der unangefochtene Machthaber war. Nach der Unabhängigkeit von Portugal hatte sich eine städtische Elite etabliert, die Zuwendungen internationaler Geber geschickt zu kontrollieren verstand.
Innenpolitisch standen die Vorbereitungen der zweiten Parlaments- und Präsidentschaftswahlen an. Bereits 1997 litt das Land unter einer allgemeinen schlechten sozialen und wirtschaftlichen Lage. Die Regierungspartei PAIGC litt unter internen Machtkämpfen, dennoch wurde Präsident Vieira auf dem sechsten Parteitag der PAIGC als Parteivorsitzender und Präsidentschaftskandidat bestätigt.
Im Januar 1998 wurde der Generalstabschef Ansumane Mané wegen Waffenhandels mit der MFDC von Präsident Vieira vom Amt suspendiert. Daraufhin erhob Mané seinerseits Korruptionsvorwürfe gegen Präsident Vieira. Eine Untersuchungskommission sollte zur Klärung beitragen. Vieira und Mané waren ehemalige Kampfgefährten aus dem guineischen Unabhängigkeitskrieges und genossen in der Bevölkerung ein entsprechend hohes Ansehen. Nur wenige Tage vor der Anhörung Manés im Parlament setzte Präsident Vieira Humberto Gomes als neuen Generalstabschef ein.

## Verlauf

### Beginn der Kämpfe und Interventionen der Nachbarländer Senegal und Guinea
Einen Tag nach der Ernennung von Humberto Gomes zum neuen Generalstabschef versuchten Teile des Militärs am 7. Juni 1998 einen Putsch unter Führung von Ansumane Mané. Er ernannte sich selbst zum Chef einer Junta Militar, die Vieiras Rücktritt und freie Wahlen forderte. Mané konnte mehr als 90 Prozent des 6500 Mann zählenden Streitkräfte Guinea-Bissaus, die führenden Oppositionspolitiker sowie die absolute Mehrheit der Bevölkerung hinter sich vereinen. Auf Grundlage eines militärischen Beistandsabkommens mit dem Senegal und Guinea aus dem Jahr 1975 forderte Präsident Vieira Unterstützung von diesen an. Nur zwei Tage später, am 9. Juni 1998, intervenierten Truppen aus dem Senegal und Guinea zu Gunsten von Präsident Vieira, der sich ohne dies Hilfe nicht an der Macht hätte halten können. Die Truppenstärke aus dem Senegal wurde mit etwa 1200 bis 2500, die aus Guinea mit 150 bis 1000 Mann angegeben.
In der ersten Phase nach Ausbruch des Krieges kämpften die Rebellen vor allem gegen die senegalesischen Truppen und die Präsidentengarde in der Hauptstadt Bissau. Die Rebellen hatten den internationalen Flughafen sowie das nahe gelegene Militärlager Brá als Hauptstützpunkte besetzt. Bereits nach kurzer Zeit kontrollierten die Rebellen über 90 Prozent des Landes.
Rund 200.000 bis 300.000 Zivilisten, also etwa ein Viertel der Gesamtbevölkerung, wurden zu Flüchtlingen im eigenen Land. In der Hauptstadt Bissau verblieben nur etwa 10–15 Prozent der sonst ca. 300.000 Einwohner. Die Masse der Flüchtlinge kam in den nahegelegenen Provinzhauptstädten oder bei Verwandten auf dem Land unter – in Cacheu wurden 73.000, in Bafatá 72.000 und in Gabú 30.000 Flüchtlinge registriert. In die Nähe des Dorfes Quinhámel bei Bissau sollen rund 100.000 Menschen geflüchtet sein. Mehrere Tausend Menschen flüchteten auch über die Grenze nach Guinea. Die städtische Elite setzte sich zu Beginn der Kämpfe vor allem ins europäische Ausland ab. Etwa 6000 Ausländer, vor allem Portugiesen, wurden ins Ausland evakuiert.
Die Mitglieder der Economic Community of West African States (ECOWAS) berieten am 3. Juli in Abidjan über die Entsendung einer Eingreiftruppe der Economic Community of West African States Cease-Fire Monitoring Group (ECOMOG), die allerdings nicht ohne Unterstützung des UN-Sicherheitsrates aktiv werden wollten.
Ein erstes Waffenstillstandsabkommen wurde am 26. Juli unter der Vermittlung von Portugal und der Gemeinschaft der Portugiesischsprachigen Länder (CPLP) erzielt und am 26. August in Praia, Kap Verde, unter Anwesenheit der Kontaktgruppen von CPLP und ECOWAS unterzeichnet. Im Folgenden wurde der internationale Flughafen von Bissau geöffnet und so humanitäre Hilfsleistungen für die Flüchtlinge ermöglicht. In den ersten zwei Monaten des Krieges wurden etwa 2000 Menschen getötet.

### Zweite Phase der Kämpfe
Am 14. Oktober brachen erneut schwere Kämpfe in der Hauptstadt Bissau aus. Am 21. Oktober schickte der Senegal weitere 1000 Soldaten nach Guinea-Bissau; insgesamt waren nun rund 3500 senegalesische Soldaten im Einsatz. Die Bewohner, die in der Periode relativer Ruhe bereits wieder zurückgekehrt waren, mussten erneut in die Umgebung flüchten. Weiterhin nahmen die Rebellen die zweit- und drittgrößten Städte Bafatá und Gabú ein.

### Friedensabkommen von Abuja
Unter Vermittlungsbemühungen der ECOWAS wurde am 1. November in Abuja ein Friedensabkommen geschlossen, in dem für eine Übergangszeit eine „Regierung der Nationalen Einheit“ vereinbart wurde. Die Truppen aus dem Senegal und Guinea sollten durch Einheiten der ECOMOG ersetzt werden. Im März 1999 sollten die Parlaments- und Präsidentschaftswahlen stattfinden.
Die Umsetzung des Friedensabkommens verzögerte sich in der Folge. Ende November stimmte die Nationale Volksversammlung Guinea-Bissaus einstimmig für den Rücktritt von Präsident João Bernardo Vieira; ihm wurde das Einbeziehen ausländischer Truppen und die Behinderung der humanitären Hilfe für die Flüchtlinge vorgeworfen. Der dem Junta-Chef Ansumane Mané nahestehende Francisco Fadul wurde am 3. Dezember zum Ministerpräsidenten berufen. Obwohl man sich im Dezember über die Verteilung von Ministerien in der Übergangsregierung einigte, verzögerte sich die, eigentlich für Januar geplante Vereidigung des Kabinetts. Die Stationierung der ECOMOG Truppen begann erst kurz vor Jahresende mit einem ersten Kontingent von 80 Soldaten aus Togo. Am 12. Januar 1999 bildete Premierminister Fadul eine „Regierung der Nationalen Einheit“. Wie im Abkommen von Abuja vereinbart, begann am 14. Januar 1999 der Truppenabzug der ersten Kontingente aus dem Senegal und Guinea.

### Neue Kämpfe behindern die Umsetzung des Friedensabkommens
Ab dem 31. Januar 1999 kam es zu erneuten Kämpfen zwischen juntatreuen und senegalesischen Truppen. Diese forderten erneut mehr als Hundert Opfer. Am 3. Februar unterzeichneten Präsident João Bernardo Vieira und Junta-Chef Ansumane Mané erneut ein Waffenstillstandsabkommen in Bissau, doch schon am Tag nach diesem, kam es erneut zu schweren Auseinandersetzungen zwischen den Konfliktparteien. Die Stationierung weiterer Truppenkontingente der ECOMOG erfolgte am 4. Februar mit rund 300 Mann aus Benin und dem Niger. Die Übergangsregierung unter Premierminister Francisco Fadul wurde am 20. Februar vereidigt. Der Abzug der senegalesischen und guineischen Truppen wurde erst zum letztmöglich vereinbarten Zeitpunkt, dem 5. März, abgeschlossen. Der Senegal hatte den Abzug vermutlich auch um die Rebellen der MFDC von ihren Rückzugsgebieten abzuschneiden so lange hinausgezögert. Daraufhin wurden ab dem 5. März 5000 Rebellen in und um Bissau zu Demobilisierung aufgerufen. Die Truppen der ECOMOG wurden bis Mitte März auf rund 600 Mann aufgestockt. Die Einheiten stammten vor allem aus frankophonen Ländern – Vieira hatte die Entsendung von Truppen der CPLP erfolgreich verhindert, da er fürchtete diese könnten die Konfliktschlichtung eher nach Portugal verlagern, das angeblich eher General Mané gestützt hätte.
Am 16. April stimmte das Parlament für einen Strafprozess gegen Präsident Vieira, da man ihm vorwarf von den Waffengeschäften mit der MFDC gewusst und nichts gegen diese unternommen zu haben. Schwerer wogen allerdings die Vorwürfe des Landesverrats wegen des Zuhilferufens ausländischer Streitkräfte in einen internen Konflikt sowie wegen Korruption und Machtmissbrauch. Die Parlaments- und Präsidentschaftswahlen wurden am 3. Mai für den 28. November 1999 festgelegt.

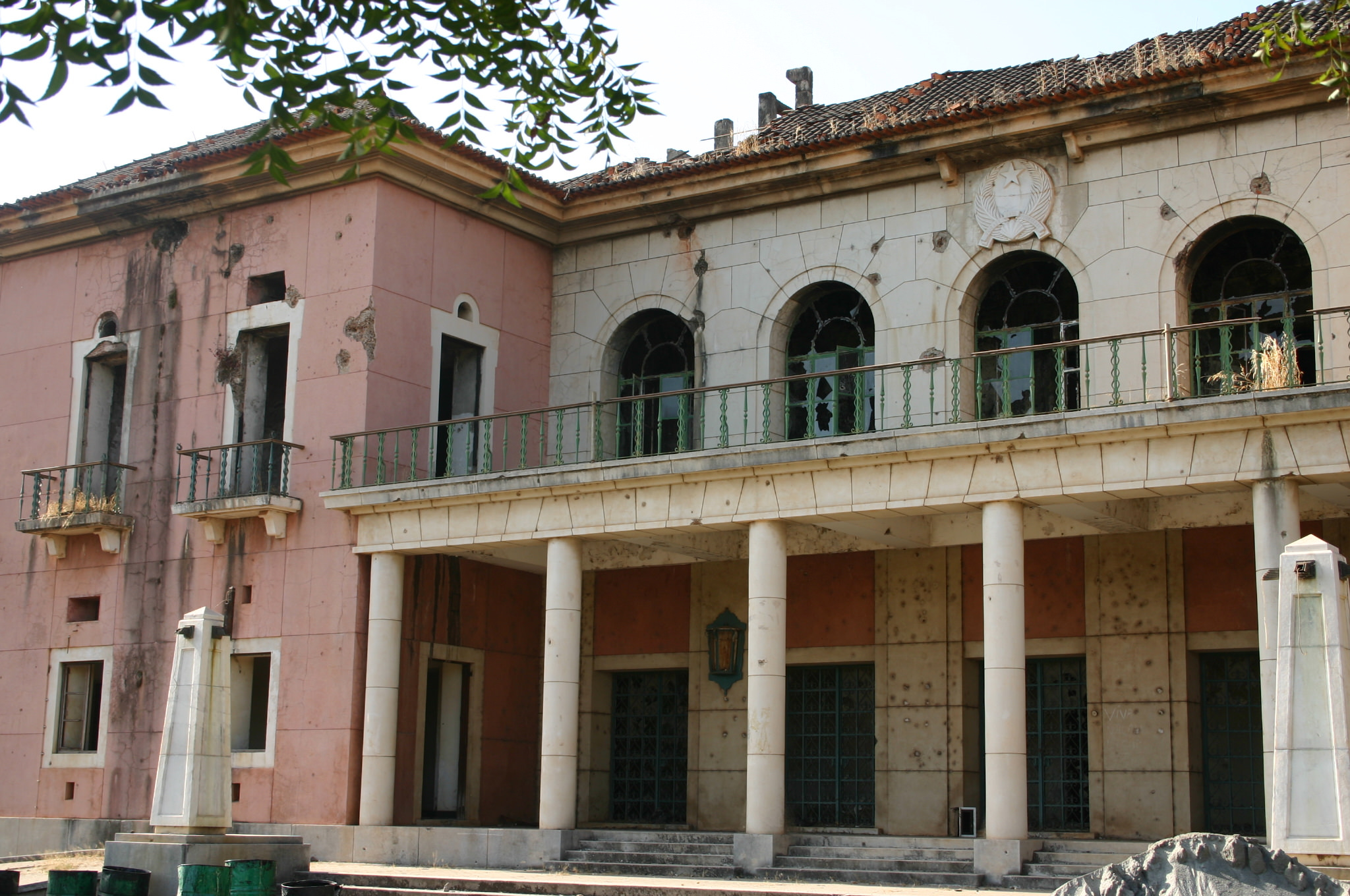
Der im Krieg 1998/99 zerstörte Präsidentenpalast stand bis ins Jahr 2013 in Ruinen

### Erneuter Ausbruch der Kämpfe und Sturz von Präsident Vieira
Nachdem Präsident João Bernardo Vieira seine Präsidentengarde nicht wie vereinbart demobilisierte, kam es zwischen dem 6. und 9. Mai zu erneuten Gefechten zwischen Soldaten der Militär-Junta und der Präsidentengarde um den Präsidentenpalast im Stadtzentrum. Präsident Vieira wurde am 8. Mai gestürzt und flüchtete in die portugiesische Botschaft, wo er am 12. Mai die bedingungslose Kapitulation unterzeichnete. Vieira reiste später über Gambia und Frankreich nach Portugal aus, wo ihm Asyl gewährt wurde. Die Militärjunta übernahm unter Führung von Ansumane Mané auch formell für einige Tage die Macht. Am 12. Mai wurde der Parlamentspräsident Malam Bacai Sanhá zum Interimspräsidenten ernannt. Ansumane Mané wurde am 14. Mai von der parlamentarischen Untersuchungskommission vom Vorwurf des Waffenhandels mit der MFDC freigesprochen.

## Folgen

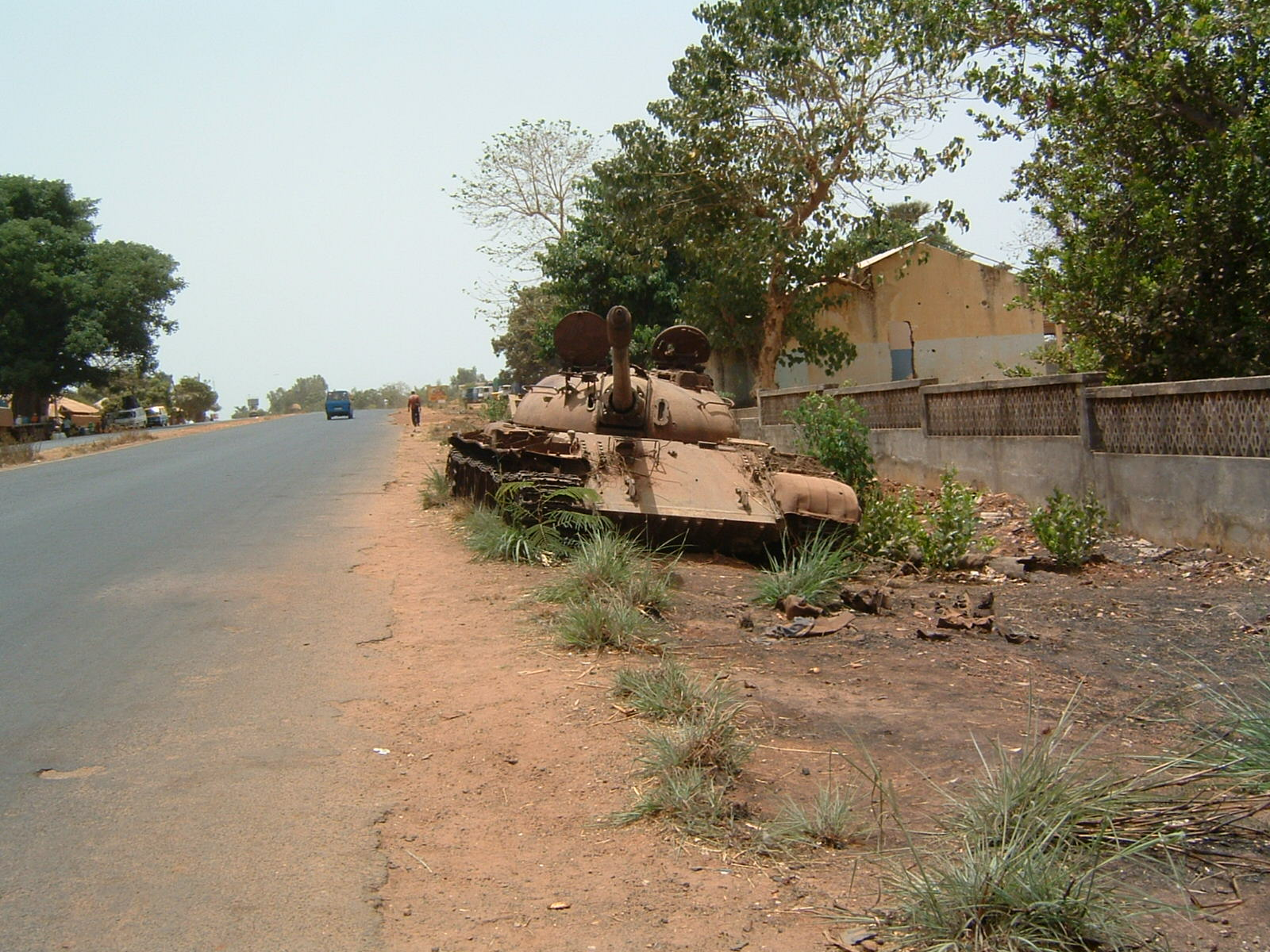
Ein verlassener Panzer in den Straßen von Bissau (2003)

Die sozioökonomischen Folgen des Bürgerkriegs waren verheerend. Von den 1,1 Millionen Einwohnern Guinea-Bissaus waren über 400.000 zu internen Flüchtlingen geworden. Daneben verließen über 8500 Menschen das Land. Zehntausende waren in der Umgebung von Bissau in Lagern untergebracht. Die ohnehin schon schwache Infrastruktur des Landes wurde durch den Krieg weitgehend zerstört. In der Hauptstadt wurden 5000 Häuser beschädigt, die Produktion von Industrie und Dienstleistungsgewerbe brach 1998 um 40 Prozent ein, das Bruttosozialprodukt ging um fast ein Drittel zurück. Symbol für die Zerstörungen im Krieg wurde das Nationale Forschungsinstitut INEP – die senegalesischen Truppen hatten es sich als Hauptstützpunkt gewählt. Historische Bestände der Bibliothek und des Nationalarchivs wurden als Brennmaterial genutzt, Gebäude zerstört und dem tropischen Regen ausgesetzt. Daneben wurden auch andere öffentliche Einrichtungen und Krankenhäuser zerstört – die Hauptstadt nach Flucht der Bewohner von Soldaten beider Lager geplündert. Portugiesische Tageszeitungen sprachen von rund 5000 Toten.
Die Wirtschaft Guinea-Bissaus erholte sich nur langsam von dem Bürgerkrieg und erreichte erst Jahre später das Vorkriegsniveau. Die folgenden Jahre waren von innenpolitischen Unruhen geprägt; Regierungen wechselten, es kam zu mehreren Putschversuchen. 2003 und 2009 waren diese auch erfolgreich. In den Jahren 1999/2000, 2004/2005, 2008 und 2009 wurden zwar erfolgreich freie und demokratische Wahlen abgehalten, allerdings stabilisierten diese die innenpolitische Lage kaum. Der UN-Sicherheitsrat installierte ein Post-Conflict Peace-Building Support Office (UNOGBIS), das bis heute im Land tätig ist. Eine von der Europäischen Union unterstützte Reform der Streitkräfte zwischen 2008 und 2010 schlug fehl. Im April 2012 kam es zu einem erneuten Militärputsch.
Bis heute befindet sich das Land in einer schwierigen Gesamtlage. Es wird weiterhin autoritär regiert und zählt auch heute noch zu den ärmsten Ländern der Welt.